# 1966 في المملكة المتحدة
فيما يلي قوائم الأحداث التي وقعت خلال عام 1966 في المملكة المتحدة.

## سياسة

### تعيين في المنصب
- 4 يوليو – توني بين Ministry of Technology [الإنجليزية]‏.
- 11 أغسطس – مايكل ستيوارت سكرتير الدولة الأول، Secretary of State for Economic Affairs [الإنجليزية]‏.

### انتهاء فترة المنصب
- 4 يوليو – توني بين Postmaster General of the United Kingdom [الإنجليزية]‏.

## رياضة
- 1 يناير – بطولة ويمبلدون 1966

## أفلام
من الأفلام التي صدرت هذه السنة في المملكة المتحدة:
- 1 يناير – الخرطوم من إخراج Basil Dearden [الإنجليزية]‏.
- 1 يناير – إلى المعلم مع الحب من إخراج جيمس كلافيل.
- 1 يناير – رجل لكل العصور من إخراج فريد زينمان.
- 1 يناير – شيء مضحك حدث في الطريق إلى المحكمة من إخراج ريتشارد ليستير.
- 14 مارس – ولدوا أحرارا من إخراج جيمس هيل (مخرج أفلام).
- 29 مارس – ألفي من إخراج لويس جيلبرت.
- 22 ديسمبر – دكتور جيفاغو من إخراج ديفيد لين.

## كتب
من الكتب التي صدرت هذه السنة في المملكة المتحدة:
- 1 يناير – دماغ المليار دولار من تأليف لين ديتون.

## مواليد

### يناير
- 1 يناير – جوزفين ويلسون
- 1 يناير – ديفيد جونز
- 1 يناير – نادر البزري
- 7 يناير – شون هاريس ممثل بريطاني.
- 19 يناير – مايك ديفيز لاعب ومدرب كرة قدم إنجليزي.
- 31 يناير – ديكستر فليتشر ممثل بريطاني.

### فبراير
- 1 فبراير – روب لي لاعب كرة قدم إنجليزي.
- 12 فبراير – كولن ماكميلان ملاكم من المملكة المتحدة.
- 17 فبراير – والي سويفت جونيور
- 24 فبراير – بن ميلر

### مارس
- 6 مارس – ألان ديفيز
- 13 مارس – ألاستير رينولدز
- 17 مارس – ستيف باكنال لاعب كرة سلة من المملكة المتحدة.
- 19 مارس – نايجل كلوف

### أبريل
- 2 أبريل – تيدي شيرنغهام لاعب ومدرب كرة قدم إنجليزي.
- 8 أبريل – مارك بلونديل
- 10 أبريل – ستيفن بوتفيلد لاعب كرة مضرب من المملكة المتحدة.
- 15 أبريل – سامانثا فوكس
- 21 أبريل – مايك ووكر لاعب كرة مضرب من المملكة المتحدة.
- 23 أبريل – سعد محسني

### مايو
- 5 مايو – نيكي بايبر ملاكم من الولايات المتحدة الأمريكية.
- 9 مايو – دون غودمان لاعب كرة قدم إنجليزي.
- 10 مايو – جوناثان إدواردز
- 13 مايو – أليسون جولدفراب
- 15 مايو – كريستينا لامب صحفية بريطانية.
- 26 مايو – هيلينا بونهام كارتر ممثلة إنجليزية.
- 31 مايو – سالي هودج درّاجة طريق من المملكة المتحدة.

### يونيو
- 10 يونيو – ديفيد بلات لاعب ومدرب كرة قدم إنجليزي.

### يوليو
- 11 يوليو – بول سوسمان كاتب إنجليزي.
- 12 يوليو – أنابيل كروفت لاعبة كرة مضرب بريطانية.
- 14 يوليو – أوين كويل لاعب كرة قدم أيرلندي.
- 24 يوليو – مارتن كيون لاعب كرة قدم إنجليزي.
- 25 يوليو – دارين جاكسون لاعب كرة قدم اسكتلندي.
- 26 يوليو – بول سيمبسون لاعب ومدرب كرة قدم إنجليزي.
- 31 يوليو – دارين داير

### أغسطس
- 4 أغسطس – تشارلي أدلارد
- 6 أغسطس – جون لوي ملاكم من المملكة المتحدة.
- 8 أغسطس – كريس يوبانك ملاكم من المملكة المتحدة.
- 11 أغسطس – نايجل مارتين لاعب كرة قدم إنجليزي.
- 26 أغسطس – شيرلي مانسون

### سبتمبر
- 7 سبتمبر – توبي جونز ممثل إنجليزي.
- 25 سبتمبر – جيسون فليمينغ ممثل بريطاني.

### أكتوبر
- 9 أكتوبر – ديفيد كاميرون سياسي من المملكة المتحدة.
- 10 أكتوبر – توني آدمز لاعب كرة قدم.
- 17 أكتوبر – مارك جاتس
- 22 أكتوبر – نيك ميرفي لاعب كرة قدم من المملكة المتحدة.
- 23 أكتوبر – تيري وليامز لاعب كرة قدم إنجليزي.
- 25 أكتوبر – زانا برسكي
- 26 أكتوبر – جادج جوليس موسيقي بريطاني.

### نوفمبر
- 1 نوفمبر – جيريمي هنت سياسي بريطاني.
- 6 نوفمبر – إليزبيث برايس فنانة من المملكة المتحدة.
- 8 نوفمبر – ريتشارد لي رائد أعمال كندي.
- 8 نوفمبر – غوردون رامزي لاعب كرة قدم بريطاني.
- 16 نوفمبر – طاهر شاه
- 19 نوفمبر – بول جونز ملاكم من المملكة المتحدة.
- 20 نوفمبر – جمال الدين الحارث
- 23 نوفمبر – كيفن غالاكر لاعب كرة قدم اسكتلندي.
- 23 نوفمبر – ميشيل قوميز

### ديسمبر
- 8 ديسمبر – ليس فيرديناند لاعب كرة قدم إنجليزي.
- 16 ديسمبر – دنيس وايز لاعب ومدرب كرة قدم إنجليزي.
- 21 ديسمبر – كيفر سثرلاند
- 22 ديسمبر – ستيفن يوحنا لاعب كرة قدم من المملكة المتحدة.

## وفيات

### يناير
- 1 يناير – ألكسندر أيرلاند (مواليد 1901) ملاكم من المملكة المتحدة.
- 1 يناير – تشارلي جونز (مواليد 1899) لاعب كرة قدم ويلزي.
- 10 يناير – هانا سميث (مواليد 1856) محاضرة من المملكة المتحدة.
- 20 يناير – جردون مكدونلد (مواليد 1888) سياسي بريطاني.
- 22 يناير – هربرت مارشال (مواليد 1890)

### مارس
- 16 مارس – سيدني كام (مواليد 1893)

### أبريل
- 10 أبريل – إيفلين ووه (مواليد 1903) كاتب بريطاني.

### مايو
- 17 مايو – راندولف توربين (مواليد 1928) ملاكم من المملكة المتحدة.

### يوليو
- 13 يوليو – الأميرة بياتريس أميرة ساكس كوبورج وغوتا (مواليد 1884)
- 29 يوليو – إدوارد كريج (مواليد 1872)

### أغسطس
- 8 أغسطس – تيدي بيلينغتون (مواليد 1882) درّاج طريق من الولايات المتحدة الأمريكية.
- 8 أغسطس – ددلي ستامب (مواليد 1898) جغرافي من المملكة المتحدة.
- 12 أغسطس – توماس جونسون (مواليد 1886) درّاج طريق من المملكة المتحدة.

### أكتوبر
- 10 أكتوبر – شارلوت كوبر (مواليد 1870)

### نوفمبر
- 12 نوفمبر – شيك كالدروود (مواليد 1937)